# Melpo Mene
Pour les articles homonymes, voir Melpomene.
Melpo Mene est un one man band suédois d'indie pop, originaire de Stockholm.

## Historique
Le nom du groupe vient de Melpomène, la muse de la musique et de la tragédie dans la mythologie grecque. Le membre principal, Erik Mattiasson chante, écrit les chansons et joue de la guitare. Le titre I Adore You, présent sur l'album Bring the Lions Out, est utilisé dans une publicité pour la Volvo S80 en 2008.
Erik commence à écrire des chansons vers 12 ans, influencé par Nirvana.  Melpo a joué dans de nombreuses villes, de New York à Paris, et a partagé la scène avec Bon Iver, Loney Dear, et José González. En 2012, Melpo sort Behind the Trees, qui est publié indépendamment sur le label Redeye Distribution. Cet album est publié sur iTunes dans les sections Indie Spotlight and Singer/Songwriter. Le single We Should Be Walking est diffusé sur les chaines de radio universitaires, et atteint la 9e place du SubModern Singles Chart et est utilisé pour un épisode de The Middle. Le morceau Ain't Gonna Die While Sitting Down est utilisé pour Hemlock Grove et pour le film The Good Lie,avec Reese Witherspoon. Le clip fait participer la fille de Peter Stormare.